# Русская посольская церковь (Константинополь)
Це́рковь святи́теля Никола́я Чудотво́рца — бывший православный храм при российском императорском посольстве в Константинополе в Османской империи.

## История
В начале XVIII века в пригородном районе Константинополя Буюкдере было открыто первое российское дипломатическое представительство в Османской империи. Первым священником при русском посланнике (графе Петре Андреевиче Толстом) был упоминавшийся в 1712 году священник-грек Анастасий Кондоиди. В 1720-е годы при посольстве была освящена церковь преподобных Антония и Феодосия Печерских, которая затем переносилась из одного наёмного здания в другое. В 1742 году был казнён посольский иеромонах Константин (Неаполитанский), причисленный позднее Константинопольской православной церковью к лику святых. В 1808 году посольский дом и помещавшаяся в нём церковь со всей утварью сгорели. В связи с этим все члены церковного причта возвратились в Россию, а богослужения прекратились.
В 1816 году, при новом российском посланнике графе Г. А. Строганове, вышло Высочайшее повеление, «чтобы в стране, населённой толиким множеством наших единоверцев и служившей колыбелью первобытному христианству, непременно было богослужение, причём выбирались бы к такому месту те духовные особы, которые соединяли бы своё учение с примером христианских добродетелей и оправдали бы благие намерения Государя Императора». В 1818 году в загородном посольском доме в Буюкдере на втором этаже деревянного флигеля посольской канцелярии был устроен небольшой постоянный храм святых равноапостольных царя Константина и царицы Елены. Богослужения в церкви совершались летом. В зимнее время члены посольства ходили в греческую церковь Кафийской Божией Матери.
Следующая церковь — святителя Николая Чудотворца была устроена при посланнике В. П. Титове и освящена 1 (13) апреля 1845 на верхнем (третьем) этаже нового здания российского посольства в Пере (İstiklal Cad., 219-225а), построенном в 1838—1844 годах по проекту архитектора Гаспар Фоссати.
В 1913 года посол М. Н. Гирс пишет о значении духовного лица при посольстве: «По своему положению, представитель Св. Синода в Константинополе должен бы быть моим ближайшим естественным помощником в сношениях с Вселенской патриархией, и при обладании им высокими нравственными качествами, широким духовным образованием и тактом, мог бы приобрести огромное влияние среди местного православного духовенства и оказывать неоценимые услуги вверенному мне посольству при обсуждении с патриархией многих сложных вопросов, касающихся существенных интересов православной церкви на Востоке». Такое согласие, однако, существовало не всегда. Противостояние архимандрита Ионы (Вуколова) послу И. А. Зиновьеву, исполненное ссор и обид на личной почве, является отражением как несогласованности позиций МИДа и Святейшего Синода, так и противоборства двух направлений русской политики — прославянской и русской имперской со стороны посла и Ф. И. Успенского и прогреческой в лице архимандрита Ионы. По-разному понимаемый интерес России на православном Востоке приводил к недоразумениям и открытым конфликтам.
После вступления летом 1914 года Османской империи в Первую мировую войну на стороне Германии и Австро-Венгрии российское посольство покинуло страну, а посольские храмы были закрыты. Во время войны вблизи здания посольства были погребены моряки с погибшей в апреле 1917 года российской подводной лодки «Морж».
Осенью 1918 года реквизированные храмы были снова открыты. В чердачном помещении посольского здания две комнаты получил архиепископ Анастасий (Грибановский). К осени 1921 года оба посольские храма сформировали советы церковных общин, в которые вошли по одному представителю российского посольства. Посольские церкви входили в так называемый русский Константинопольский церковный округ, который в период с 1920 по 1924 годы имел автономный статус и фактически существовал в виде самостоятельной епархии. Оба здания посольства вместе с храмами в 1923 году были переданы турецкими властями Советской России. Церкви были закрыты, а Никольская община перешла в Ильинскую церковь при афонском подворье.

## Настоятели
| Настоятели посольской церкви за всю историю её существования | Настоятели посольской церкви за всю историю её существования |
| Даты                                                         | Настоятель                                                   |
| ------------------------------------------------------------ | ------------------------------------------------------------ |
| 1712—1719                                                    | священник Анастасий Кондоиди (? — 1737)                      |
| 1721—…                                                       | священник Андрей Игнатьев (в монашестве — Аарон)             |
| …—1733                                                       | священник Петр Злоткович                                     |
| 1733—1736, 1740—1742                                         | иеромонах Константин (Неаполитанский) (…—1742)               |
| 1759 — 1765                                                  | архимандрит Дорофей (Возмуйлов)                              |
| …—…                                                          | …                                                            |
| … — 1799                                                     | архимандрит Леонтий                                          |
| … — 1801                                                     | иеромонах Иерофей                                            |
| 1801 (1799?) — 1804                                          | архимандрит Самуил (…—1828)                                  |
| 1804 — 1808                                                  | иеромонах (с 1805 — архимандрит) Вениамин                    |
| 1808—1818                                                    | посольского храма не было                                    |
| …—1820—…                                                     | иеромонах Мелхиседек                                         |
| …—…                                                          | …                                                            |
| … — 1847—1848                                                | архимандрит Амвросий                                         |
| 11 (23) февраля 1848 — 1853                                  | архимандрит Софония (Сокольский) (1779—1877)                 |
| 27 мая (8 июня) 1856 — 13 (25) июня 1857                     | архимандрит Феофан (Говоров) (1815—1894)                     |
| 15 (27) июля 1858 — 23 августа (4 сентября) 1860             | архимандрит Петр (Троицкий) (1811—1873)                      |
| 1860—1865                                                    | архимандрит Антонин (Капустин) (1817—1894)                   |
| 16 (28) июля 1865 — 1869                                     | архимандрит Леонид (Кавелин) (1822—1891)                     |
| 19 апреля (1 мая) 1871 — 1885                                | архимандрит Смарагд (Троицкий) (1836—1886)                   |
| 4 (16) декабря 1885 — 9 (21) октября 1893                    | архимандрит Арсений (Изотов) (1823—1909)                     |
| декабрь 1893—1899                                            | архимандрит Борис (Плотников) (1855—1901)                    |
| 17 февраля (1 марта)1899 — 26 июля 1913                      | архимандрит Иона (Вуколов) (1864—…)                          |
| 1913 — август 1914                                           | архимандрит Ювеналий (Машковский) (1883—1941)                |
| 1919—1920                                                    | архиепископ Анастасий (Грибановский) (1873—1965)             |
| 1920—1921                                                    | протоиерей Валентин Руденко                                  |
| 1921                                                         | епископ Вениамин (Федченков) (1880—1961)                     |
| 1921—1923                                                    | протоиерей Наканор Авксентьевич Соколов (1877—1938)          |
| 1923—1924                                                    | протоиерей Леонид Колчев (1871—1944)                         |